# Campionato panamericano maschile di pallamano
Il Campionato panamericano maschile di pallamano è stata la principale competizione americana di pallamano maschile e si svolgeva ogni due anni. Era valido anche come torneo di qualificazione per il Campionato mondiale.
Alla competizione partecipavano le nazioni provenienti dal Nord, Centro, Sud America e dai Caraibi. La competizione è stata soppressa nel 2018 quando sono stati istituiti due diversi campionati, uno per il Nord America e i Caraibi (Campionato maschile di pallamano del Nord America e Caraibi) e uno per il Centro e Sud America (Campionato maschile di pallamano del Centro e Sud America).

## Albo d'oro
| Anno          | Sede                  |           | Finale       | Finale      | Finale      |              | Finale terzo e quarto posto | Finale terzo e quarto posto | Finale terzo e quarto posto |
| Anno          | Sede                  | Vincitore | Risultato    | 2º posto    | 3º posto    | Risultato    | 4º posto                    |                             |                             |
| 1979 Dettagli | Città del Messico     | Cuba      | girone unico | Canada      | Stati Uniti | girone unico | Brasile                     |                             |                             |
| 1981 Dettagli | Buenos Aires          | Cuba      | 34 – 20      | Brasile     | Stati Uniti | 25 – 22      | Argentina                   |                             |                             |
| 1983 Dettagli | Colorado Springs      | Cuba      | girone unico | Stati Uniti | Canada      | girone unico | Brasile                     |                             |                             |
| 1985 Dettagli | Manaus                | Cuba      | girone unico | Stati Uniti | Brasile     | girone unico | Messico                     |                             |                             |
| 1989 Dettagli | Pinar del Río         | Cuba      | girone unico | Brasile     | Stati Uniti | girone unico | Canada                      |                             |                             |
| 1994 Dettagli | Santa Maria           | Cuba      | girone unico | Brasile     | Stati Uniti | girone unico | Argentina                   |                             |                             |
| 1996 Dettagli | Colorado Springs      | Cuba      | 28 – 24      | Argentina   | Stati Uniti | 23 – 22      | Brasile                     |                             |                             |
| 1998 Dettagli | L'Avana               | Cuba      | 31 – 26      | Argentina   | Brasile     | 27 – 22      | Stati Uniti                 |                             |                             |
| 2000 Dettagli | São Bernardo do Campo | Argentina | 26 – 25      | Cuba        | Brasile     | 38 – 17      | Stati Uniti                 |                             |                             |
| 2002 Dettagli | Buenos Aires          | Argentina | 22 – 21      | Brasile     | Groenlandia | 27 – 7       | Stati Uniti                 |                             |                             |
| 2004 Dettagli | Santiago del Cile     | Argentina | 24 – 21      | Brasile     | Canada      | 31 – 24      | Cile                        |                             |                             |
| 2006 Dettagli | Aracaju               | Brasile   | 28 – 23      | Argentina   | Groenlandia | 30 – 29      | Stati Uniti                 |                             |                             |
| 2008 Dettagli | São Carlos            | Brasile   | 27 – 24      | Argentina   | Cuba        | 37 – 30      | Cile                        |                             |                             |
| 2010 Dettagli | Santiago del Cile     | Argentina | 28 – 27      | Brasile     | Cile        | 34 – 31      | Cuba                        |                             |                             |
| 2012 Dettagli | Buenos Aires          | Argentina | 22 – 21      | Brasile     | Cile        | 37 – 27      | Uruguay                     |                             |                             |
| 2014 Dettagli | Canelones             | Argentina | 30 – 19      | Brasile     | Cile        | 25 – 24      | Uruguay                     |                             |                             |
| 2016 Dettagli | Buenos Aires          | Brasile   | 28 – 24      | Cile        | Argentina   | 29 - 13      | Uruguay                     |                             |                             |
| 2018 Dettagli | Nuuk                  | Argentina | 29 – 24      | Brasile     | Cile        | 39 – 36      | Groenlandia                 |                             |                             |

## Medagliere
| Pos. | Paese       | Oro | Argento | Bronzo | Totale |
| ---- | ----------- | --- | ------- | ------ | ------ |
| 1    | Cuba        | 8   | 1       | 1      | 10     |
| 2    | Argentina   | 7   | 4       | 1      | 12     |
| 3    | Brasile     | 3   | 9       | 3      | 15     |
| 4    | Stati Uniti | 0   | 2       | 5      | 7      |
| 5    | Cile        | 0   | 1       | 4      | 5      |
| 6    | Canada      | 0   | 1       | 2      | 3      |
| 7    | Groenlandia | 0   | 0       | 2      | 2      |